# Грибастово
Грибастово — упразднённая деревня в Вязниковском районе Владимирской области России.

## География
Урочище находится в северо-восточной части области, в зоне хвойно-широколиственных лесов, в пределах Волжско-Окского междуречья, на правом берегу реки Тетрух, к югу от автодороги 17Н-159, на расстоянии примерно 18 километров (по прямой) к юго-западу от города Вязники, административного центра района.

### Климат
Климат характеризуется как умеренно континентальный. Средняя температура воздуха самого холодного месяца (января) — −11,1 °C (абсолютный минимум — −48 °С), средняя максимальная температура воздуха (июля) — +23,3 °С (абсолютный максимум — +37 °С). Годовое количество атмосферных осадков составляет около 607 мм, из которых 413 мм выпадает в период с апреля по октябрь.

## История
В «Списке населенных мест Владимирской губернии по сведениям 1859 года» населённый пункт упомянут как удельная деревня Судогодского уезда, расположенная при речке Тетрухе, в 55 верстах от уездного города. В деревне насчитывалось 15 дворов и проживало 107 человек (53 мужчины и 54 женщины).
По состоянию на 1905 год, в Грибастове имелось 22 двора и проживало 97 человек. В административном отношении деревня входила в состав Воскресенской волости.
По данным 1926 года в деревне имелось 22 хозяйства и проживало 116 человек (50 мужчин и 66 женщин). Являлась частью Захаровского сельсовета.
На момент упразднения входила в состав Большевысоковского сельсовета Вязниковского района. Упразднена решением облисполкома № 778 от 23 ноября 1983 года как фактически не существующая.